# Eduard Moskaljow

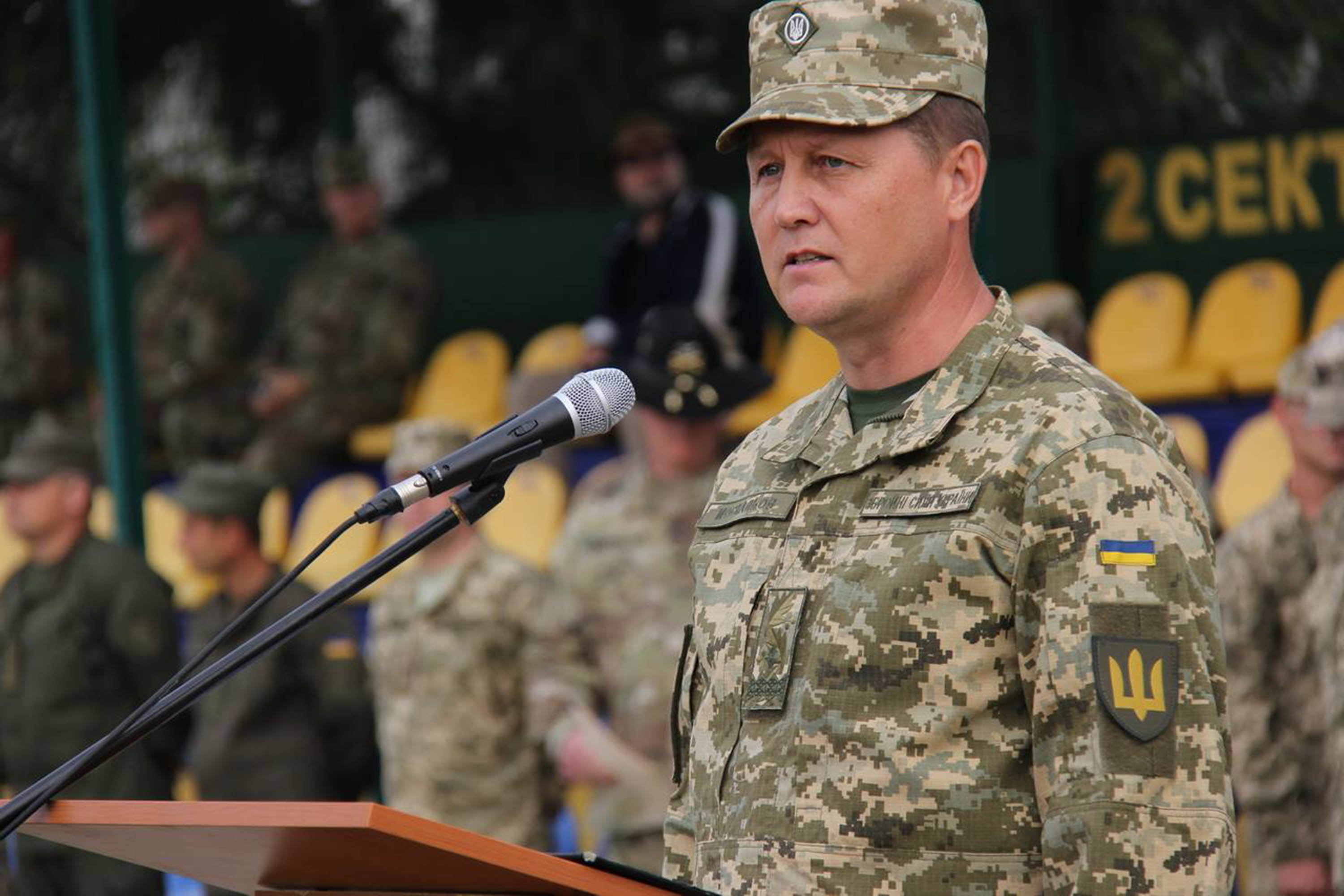
Eduard Moskaljow (2018)

Eduard Mychajlowytsch Moskaljow (ukrainisch Едуард Михайлович Москальов; * 22. Dezember 1973) ist ein ukrainischer Offizier und Militärgouverneur.

## Karriere
Eduard Moskaljow absolvierte die Hochschule für nationale Verteidigung der Ukraine in Kiew. Er war Offizier im Krieg im Donbass und mehrfach ausgezeichnet. 2019 wurde er zum Stabschef und ersten stellvertretenden Befehlshaber des Operationskommandos Ost ernannt. Von März 2022 bis Februar 2023 war er Kommandeur der Operationen im Donbas. Im März 2023 wurde er zum Kommandeur der operativ-strategischen Gruppe „Odessa“ ernannt.
Während der Kursk-Offensive 2024 wurde er als Militärgouverneur für die besetzten Teile der russischen Oblast Kursk eingesetzt.